# بيير فيرمولين
بيير فيرمولين (بالهولندية: Pierre Vermeulen)‏ (16 مارس 1956 كيركراده هولندا - ) هو لاعب كرة قدم هولندي يلعب كمهاجم.

## مسيرته الكروية
لعب بيير فيرمولين خلال مسيرته الاحترافية مع 6 أندية في سبعة عشر موسمًا وسجل خلالها 79 هدفًا ضمن 422 مباراة. حيث فاز في موسم واحد بالكأس وفي موسمين بالدوري.
خاض بيير فيرمولين مسيرته مع نادي رودا كيركراده في موسم 1974–75 ليلعب معه ستة مواسم، مشاركًا في 155 مباراة سجل خلالها 47 هدفًا. ثم انتقل إلى نادي فاينورد في موسم 1980–81 ليلعب معه أربعة مواسم، حيث شارك في 103 مباراة سجل خلالها 19 هدفًا. لينتقل بعدها إلى MVV Maastricht ‏ في موسم 1984–85 لمدة موسم واحد، مشاركًا في 34 مباراة سجل خلالها 5 أهداف. ثم انتقل إلى نادي باريس سان جيرمان في موسم 1985–86 ولمدة موسمين، مشاركًا في 45 مباراة سجل خلالها هدفًا واحدًا. هذا وانتقل لاحقًا إلى نادي تور في موسم 1987–88 ولمدة موسمين، مشاركًا في 46 مباراة سجل خلالها 7 أهداف. ثم انتقل بعدها إلى نادي أنجيه في موسم 1989–90 ولمدة موسمين، مشاركًا في 39 مباراة ولم يسجل أي هدف.

## وصلات خارجية
بيير فيرمولين على موقع قاعدة بيانات كرة القدم.إي يو (الإنجليزية)
- بيير فيرمولين على موقع ليكيب (الفرنسية)
- بيير فيرمولين على موقع ناشيونال فوتبول تيمز (الإنجليزية)
- بيير فيرمولين على موقع عالم كرة القدم.نت (الإنجليزية)